# Стугна (зупинний пункт)
Сту́гна — пасажирський зупинний пункт Київської дирекції Південно-Західної залізниці.
Розташований на околиці міста Українка Обухівської міськради Київської області, неподалік від мосту через річку Стугна, на честь якої названо і платформу.
Зупинний пункт розміщується на лінії Київ-Деміївський — Миронівка між станціями Нові Безрадичі (9 км) та Трипілля-Дніпровське (2 км) (розташована в межах станції, вхідні та вихідні світлофори розташовані північніше платформи).
Залізницю, на якій розташована платформа, прокладено на початку 1980-х років, зупинка виникла тоді ж. Відстань до ст. Київ-Пас — 43 км (9 грн).
Тут зупиняються лише приміські поїзди Київ — Миронівка через Трипілля.
Навіс для очікування тут обладнаний, але каса не працює. Водночас на території міста для зручності пасажирів є ще одна зупинка — Трипілля-Дніпровське (з повноцінним вокзалом і касою).

## Галерея

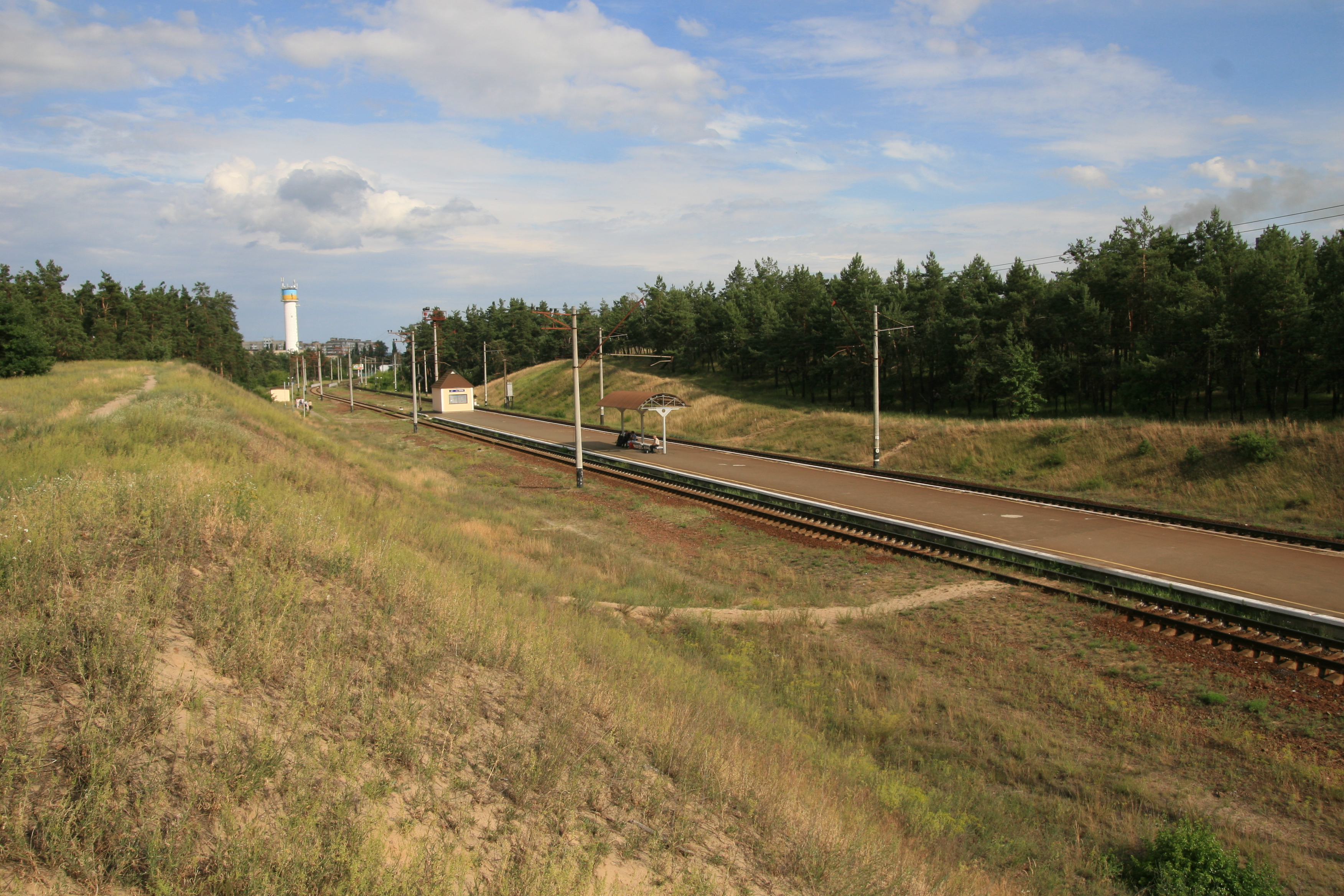
Загальний вигляд платформи в напрямку Миронівки
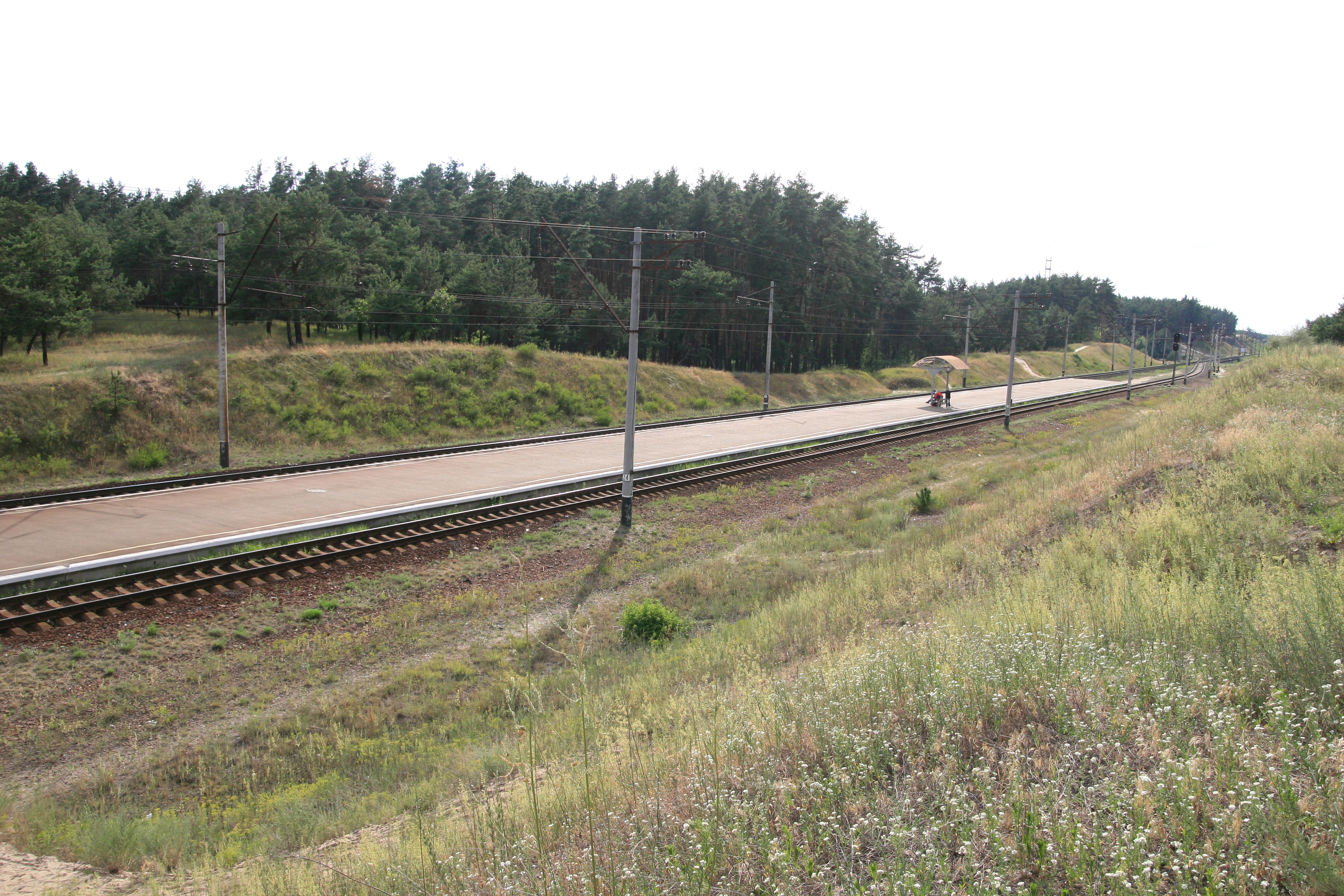
Частина платформи в напрямку Києва
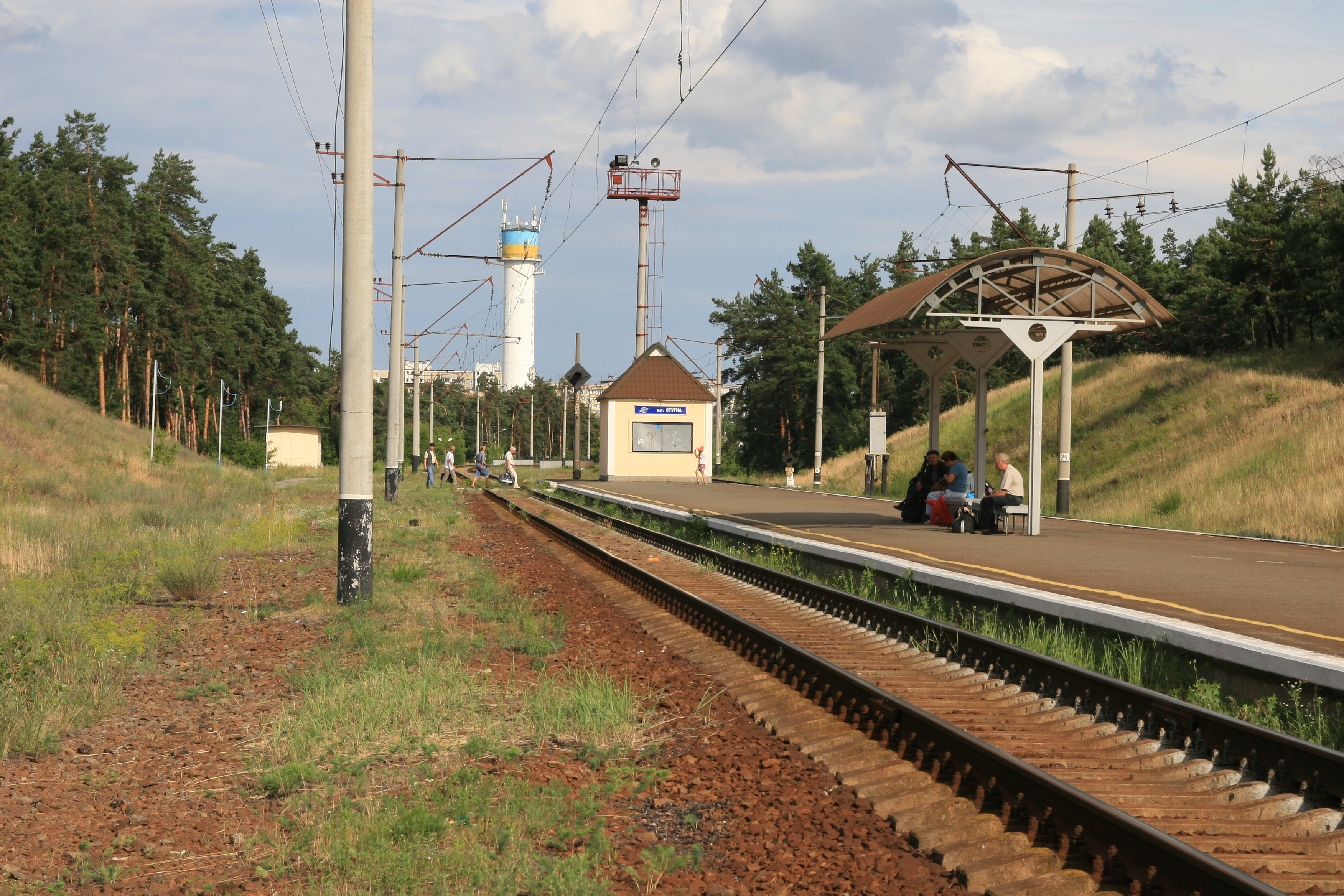
Будівля каси, навіс для пасажирів. На задньому плані видно вежу в центрі міста Українка